# Makou
Makou (en persan : ماکو) est une ville montagneuse du nord-ouest de la province de l'Azerbaïdjan occidental en Iran. Elle est située dans une gorge montagneuse, à 22 km de la frontière entre Iran et Turquie, et à une vingtaine de kilomètres au nord de Chaldoran, site de la bataille éponyme entre les armées ottomane et safavide d'Ismail Shah en 1514.

## Étymologie du nom
Maku étant situé à proximité de montagnes et ayant fait partie de l'Arménie depuis plusieurs millénaires, l'origine de son nom semble provenir du mot arménien meki qui signifie « pâturage ». En outre, le voyageur espagnol Ruy Gonzáles de Clavijo parlant de la population arménienne locale, livre le nom de « Maki » [réf. nécessaire].

## Particularités
La ville est située à proximité de quelques sites particuliers: la grotte Oratorien, le monastère de Saint-Thaddée, appelé localement Qara Kenisa (« l’église noire »), fondé au Xe siècle et le Palais Baqcheh Juq fondé à l’époque Qajare. Selon la tradition des chrétiens d'Arménie, c'est dans cette ville que l'apôtre Thaddée institua le premier siège de l'Église arménienne.
La majeure partie de la population de la ville est turcophone (azériphone) et kurdophone. Parmi les familles notables de la ville, on compte la famille Bayât, qui en fut le maître durant plus de deux siècles. Mirza Agassi, vizir de Mohammad Shah Qajar, faisait partie de cette famille. Le dernier gouverneur Bayât, Mortaza Golikhane Egbalanadrou al-Saltanat, dernier sardar (gouverneur local) de Maku, est mis à mort par Reza Shah.
Selon le site officiel de la préfecture de la ville, la population de Maku est aujourd’hui supérieur à 200 000 personnes dont 43 % sont des jeunes moins de 15 ans.

## Babisme
Cette ville est connue dans l’histoire du Babisme et la Foi bahá’íe, car c’est dans son château que fut emprisonné durant neuf mois, de l’été 1847 au printemps 1848, Siyyid ‘Alí Muḥammad Shírází (1819-1850) et surnommé le Bāb, qui fonda en 1844 en Perse un mouvement religieux réformateur et millénariste appelé babisme.
Après la mort en mars 1847 de son protecteur, le gouverneur d’Ispahan Manúchihr Khán, le Báb fut arrêté et escorté à Téhéran (Ṭihrán), puis à Tabríz et finalement au cours de l’été 1847 à la citadelle de Má-Kú, qu’il surnomma "la montagne ouverte" (Jabal-i-Básiṭ). Isolé au milieu d’un pays montagneux et d’une population turcophone et fortement fidèle à Mírzá Áqásí, le premier vizir de l'Iran à l'époque, il vécut au début dans des conditions difficiles et sévères : personne excepté son secrétaire ne put lui rendre visite au cours des premières semaines, la garnison du fort ne comptait que deux gardes et quatre chiens, sa chambre de briques crues n’avait pas de porte, et il n’avait pas le droit d’avoir de lumière la nuit. Son charisme rayonnant réussit cependant à conquérir les cœurs, y compris celui du chef des gardes-frontières `Alí Khán, qui assouplit peu à peu ses conditions de vie malgré les ordres stricts du Grand Vizir Ḥájí Mírzá Áqásí : les pèlerins se mirent à affluer et son premier disciple Mullá Ḥusayn-i-Bushrú'í réussit même à traverser la Perse de Mashhad à Má-Kú pour célébrer avec le Báb le nouvel an (Naw-Rúz) de l’année 1848.
Durant les neuf mois de sa réclusion, le Báb eut beaucoup de temps pour proclamer sa mission par divers écrits, et on peut citer parmi ces ouvrages :
- La seconde lettre à Muḥammad Sháh Qájár.
- L’épître aux `ulamá (savants religieux musulmans) de Qazvín et au Grand Vizir Ḥájí Mírzá Áqásí.
- Le Bayán persan, qui est son œuvre maîtresse, contenant le cœur de son enseignement et l’annonce de la venue de "Celui que Dieu rendra manifeste" chargé d'achever cet ouvrage.
- Le Bayán arabe (le plus court et le moins important des deux Bayáns).
- Le livre des "Sept Preuves" (Dalá’il-i-Sab’ih).
- 9 commentaires sur l’ensemble du Coran, tous perdus.
- Trois autres lettres à Muḥammad Sháh Qájár.

Mais ses espions ne tardèrent pas à informer le Grand Vizir de ce qui arrivait, et celui-ci décida d’exiler le Báb dans le nid d’aigle de Čahrīq autour du 10 avril 1848.